# Eremophila homoplastica
Eremophila homoplastica är en flenörtsväxtart som först beskrevs av Spencer Le Marchant Moore, och fick sitt nu gällande namn av Charles Austin Gardner. Eremophila homoplastica ingår i släktet Eremophila och familjen flenörtsväxter. Inga underarter finns listade i Catalogue of Life.